# 후디니 (소프트웨어)
후디니(Houdini)는 토론토에 본사를 둔 SideFX가 개발한 3D 애니메이션 응용 소프트웨어으로, 절차적 생성 소프트웨어 도구인 PRISMS 제품군을 적용했다.
절차적 도구는 복잡한 반사, 애니메이션, 입자 시스템과 같은 다양한 효과를 생성하는 데 사용된다. 그 절차적 특징 중 일부는 1987년부터 존재해 왔다.
후디니는 영화와 TV에서 시각 효과를 만드는 데 가장 일반적으로 사용된다. 월트 디즈니 애니메이션 스튜디오, 픽사, 드림웍스 애니메이션, DNEG, 인더스트리얼 라이트 & 매직, 무빙 픽처 컴퍼니, 프레임스토어, 소니 픽처스 이미지워크스, 메소드 스튜디오, 더 밀과 같은 주요 VFX 회사에서 사용된다.
디즈니의 장편 영화 환타지아 2000, 겨울왕국, 주토피아, 라야와 마지막 드래곤, 블루 스카이 스튜디오, 리오, DNA 프로덕션의 앤트 불리를 포함한 많은 장편 애니메이션 작품에 사용되어 왔다.
SideFX는 또한 비상업적 용도로 무료로 제공되는 제한된 버전의 소프트웨어인 후디니 어펜티스(Houdini Apprentice)를 게시한다.

## 같이 보기
- 오토데스크 마야
- 블렌더 (소프트웨어)
- 시네마 4D
- IRIX OS
- 실리콘 그래픽스